# Wrzesień 2022

## 30 września
- Inwazja Rosji na Ukrainę:

- Siły rosyjskie wystrzeliły 16 pocisków na tereny w pobliżu miasta Zaporoże, w tym na miejsce zbiórki cywilów przygotowujących się do wkroczenia na terytorium okupowane przez Rosję. W wyniku ataku zginęło co najmniej 31 osób, a ok. 88 zostało rannych.
- Prezydent Wołodymyr Zełenski wystąpił o przyspieszone członkostwo Ukrainy w NATO po aneksji południowej i wschodniej części kraju przez Rosję.

- 26 osób zginęło, a 56 zostało rannych w wyniku samobójczego ataku w szkole w Kabulu w Afganistanie[5].
- 19 osób zginęło, a 32 zostały ranne, gdy separatystyczni bojownicy zaatakowali komisariat policji w Zahedan w Iranie[6].
- W Burkinie Faso doszło do już drugiego w 2022 roku, zamachu stanu w wyniku którego obalony został tymczasowy prezydent Paul-Henri Sandaogo Damiba, zaś władzę przejął kapitan Ibrahim Traore[7].

## 29 września
- Inwazja Rosji na Ukrainę:

- Według lokalnych władz siły rosyjskie zaatakowały pociskiem manewrującym dzielnicę mieszkalną w Dnieprze, zabijając czteroosobową rodzinę i raniąc 18 innych cywilów. Według burmistrza Ołeksandra Sienkiewicza trzy osoby zginęły, a 12 zostało rannych w wyniku ataku rosyjskiej broni kasetowej na przystanek autobusowy w Mikołajowie.

- Irański Korpus Strażników Rewolucji Islamskiej wystrzelił pociski balistyczne na Irbil, stolicę irackiego Regionu Kurdystanu, zabijając dziewięciu cywilów i raniąc 32. Irackie MSZ zapowiedziało, że w odpowiedzi na ataki wezwie irańskiego ambasadora[10].
- Szwedzkie władze poinformowały o czwartym wycieku gazu z rurociągu Nord Stream[11]. Prezydent  Władimir Putin nazwał wycieki gazu z Nord Stream „bezprecedensowym aktem międzynarodowego terroryzmu”[12].

## 28 września
- 13 osób zginęło, a 58 zostaje rannych, gdy Iran wystrzelił pociski i drony na biura Partii Demokratycznej irańskiego Kurdystanu w Kuj Sandżak, Region Kurdystanu. Iran oskarżył grupę o udział w trwających w kraju protestach[13].
- Pożar w restauracji zabił 17 osób i ranił trzy w Changchun, Jilin, Chiny[14].

## 27 września
- Inwazja Rosji na Ukrainę:

- Według wyników opublikowanych przez rosyjskie władze okupacyjne na Ukrainie, Doniecką Republikę Ludową, Ługańską Republikę Ludową oraz okupowane części obwodów zaporoskiego i chersońskiego w przeważającej większości głosowano za aneksją, odpowiednio 99,23%, 98,42%, 93,11% i 87,05%. Frekwencja przekroczyła 75% w każdym regionie i 97% w obwodzie donieckim. Jednakże głosowanie zostało powszechnie odrzucone jako fałszywe referendum.

- Zostały wykryte trzy oddzielne wycieki na Morzu Bałtyckim w następstwie eksplozji rurociągów Nord Stream 1 i Nord Stream 2[17].
- Przywódcy Polski, Norwegii i Danii zorganizowali uroczystość otwarcia gazociągu Baltic Pipe, którym gaz ziemny będzie transportowany z szelfu norweskiego przez Danię do Polski[18].

## 26 września
- Mężczyzna zabił 17 osób i ranił 24 podczas masowej strzelaniny w szkole w Iżewsku w Rosji, zanim popełnił samobójstwo[19].
- 11 żołnierzy zginęło, a 50 cywilów uznano za zaginionych, gdy konwój liczący 150 pojazdów przewożący zaopatrzenie do Dżibo został napadnięty przez islamskich bojowników w Gaskindé (Pobé-Mengao), prowincja Soum, Burkina Faso[20].
- Liczba ofiar śmiertelnych w wyniku epidemii cholery w Syrii wzrosła do 29 osób, w sumie zgłoszono 338 przypadków, z których większość znajduje się w muhafazie Aleppo[21].
- Sonda DART NASA z powodzeniem uderzyła w Dimorphos o 23:16 UTC, stając się pierwszym statkiem kosmicznym, który uderzył w asteroidę[22].

## 25 września
- Prom przewożący hinduskich pielgrzymów wywrócił się i zatonął w dystrykcie Panchagarh w Bangladeszu, zabijając 66 osób i pozostawiając dziesiątki zaginionych[23].
- Zakończyły się, rozgrywane w Australii, mistrzostwa świata w kolarstwie szosowym[24].

## 24 września
- 15 osób zginęło, a wiele zostało rannych po tym, jak uzbrojeni napastnicy zaatakowali meczet w Zamfara w Nigerii[25].
- W Chile i Indonezji doszło do trzęsień ziemi. Jedno o magnitudzie 6,1 wystąpiło dzień wcześniej u południowych wybrzeży Chile;  epicentrum znajdowało się w odległości 142 km na zachód od miasta Ancud, na głębokości 10 km. Z kolei drugie o sile 6,2 wystąpiło u wybrzeży prowincji Aceh w Indonezji na głębokości 49 km; epicentrum miało miejsce 40 km na południowy zachód od miasta Meulaboh. Nie było informacji o ofiarach lub zniszczeniach[26].
- Inwazja Rosji na Ukrainę:

- Tysiące mężczyzn w wieku poborowym nadal opuszczało Rosję z powodu mobilizacji. Na granicy kraju z Gruzją i Finlandią odnotowywano długie kolejki. Co najmniej 700 osób zostało zatrzymanych podczas protestów antywojennych w całej Rosji.

- Elon Musk stwierdził, że Starlink zostanie włączony w irańskich miastach po tym, jak Departamenty Stanu i Skarbu Stanów Zjednoczonych ogłoszą środki mające na celu zwiększenie wolności w internecie i dostępu do informacji[29].

## 23 września
- Siedem osób zginęło, a 41 zostało rannych, gdy w meczecie w Kabulu w Afganistanie wybuchła bomba[30].
- Strzelec zabił 10 osób podczas masowej strzelaniny w hali bilardowej w Tarimoro, Guanajuato w Meksyku[31].
- W wieku 88 lat zmarła Louise Fletcher, amerykańska aktorka, zdobywczyni Oscara za rolę siostry Ratched w Locie nad kukułczym gniazdem[32].
- Rozpoczęły się Mistrzostwa Świata w Piłce Siatkowej Kobiet 2022 rozgrywane w Polsce i Holandii[33].

## 22 września
- Inwazja Rosji na Ukrainę:

- Duża liczba mężczyzn w wieku poborowym opuścilła Rosję po ogłoszeniu mobilizacji. Na międzynarodowych przejściach granicznych powstały długie korki, a ceny biletów na loty międzynarodowe gwałtownie wzrosły. Co najmniej 1300 demonstrantów protestujących przeciwko mobilizacji zostało aresztowanych w całej Rosji.
- Władze Donieckiej Republiki Ludowej oskarżyły Ukrainę o ostrzał targowiska w Doniecku, w którym zginęło sześciu cywilów.

- W nocy Meksyk nawiedziło trzęsienie ziemi o magnitudzie 6,8, którego epicentrum znajdowało się w stanie Michoacán. W wyniku wstrząsów zmarły dwie osoby[37].
- Rozpoczęły się Mistrzostwa Świata w Koszykówce Kobiet 2022 rozgrywane w Australii[38].

## 21 września
- Inwazja Rosji na Ukrainę:

- W przemówieniu do narodu prezydent Władimir Putin zapowiedział częściową mobilizację, z wyjątkiem studentów i poborowych. Sekretarz generalny NATO Jens Stoltenberg stwierdził, że mobilizacja wojskowa w Rosji jest „niebezpieczna i lekkomyślna” oraz potępił użycie przez Putina „retoryki nuklearnej”.

## 20 września
- Dziewięć osób zginęło, a 31 zostało rannych po tym, jak betonowa płyta zawaliła się na trybunach audytorium podczas wydarzenia politycznego w Itapecerica da Serra w São Paulo w Brazylii[41].
- Cztery osoby zginęły, a 114 zostało rannych, gdy tajfun Nanmadol dotarł do wyspy Kiusiu w Japonii[42].

## 19 września
- Inwazja Rosji na Ukrainę:

- 13 osób zginęło, a wiele zostało rannych w eksplozjach w Doniecku. Przywódca DRL Dienis Puszylin oskarżył Ukrainę, że stoi za atakami. Z kolei władze Ługańskiej Republiki Ludowej stwierdziły, że ukraiński ostrzał zabił w miejscowości Krasnorichenske siedmiu cywilów, w tym troje dzieci.
- Ukraińskie Siły Lądowe odbiły wieś Biłohoriwka w obwodzie ługańskim, gdy ta nacierały na Lisiczańsk.

## 18 września
- Inwazja Rosji na Ukrainę:

- Siły rosyjskie ostrzelały szpital psychiatryczny w obwodzie charkowskim, zabijając czterech lekarzy i raniąc dwóch pacjentów.

- Liczba ofiar śmiertelnych walk między Kirgistanem a Tadżykistanem, które rozpoczęły się cztery dni temu, wzrosła do 94 osób. 59 osób zginęło w Kirgistanie, a 35 w Tadżykistanie; 139 osób zostało rannych[47].
- 27 osób zginęło, a 20 zostało rannych, gdy autobus przewożący ludzi do miejsca kwarantanny COVID-19 rozbił się na autostradzie w hrabstwie Sandu w prowincji Kuejczou w Chinach[48].
- Drugie w ciągu 24h trzęsienie ziemi nawiedziło południowo-wschodni Tajwan, zabijając jedną osobę i raniąc 146. Wstrząsy o magnitudzie 6,9 były odczuwalne w Tajpej[49].
- Reprezentacja Hiszpanii triumfowała w mistrzostwach Europy koszykarzy[50].

## 17 września
- 22 osoby zginęły, a 10 zostało rannych w wyniku osuwiska w dystrykcie Achham w Nepalu[51].
- Po 3 latach powrócono do poprzedniej nazwy stolicy Kazachstanu, w wyniku czego Nur-Sułtan przemianowano na Astanę[52].
- Został otwarty budowany od 2019 roku kanał przez Mierzeję Wiślaną[53].
- Zakończył się 47. Festiwal Polskich Filmów Fabularnych w Gdyni. Laureatem Złotych Lwów został film Silent Twins w reżyserii Agnieszki Smoczyńskiej[54].
- Bartosz Zmarzlik został indywidualnym mistrzem świata na żużlu[55].

## 16 września
- 10 osób zginęło, 50 zostało rannych, a trzy uznano za zaginione w wyniku powodzi w Ankonie we Włoszech[56].
- Śmierć kobiety aresztowanej i brutalnie pobitej za noszenie niewłaściwego stroju wywołała protesty w Iranie[57].

## 15 września
- Inwazja Rosji na Ukrainę:

- Ukraińska policja stwierdziła, że w niedawno odbitym mieście Izium odkryto masowy grób zawierający ponad 440 ciał.

- Dziewięć osób zginęło, a 20 zostało rannych podczas paniki na koncercie w Quetzaltenango w Gwatemali[59].

## 13 września
- William Ruto objął urząd prezydenta Kenii[60].

## 12 września
- W wyniku agresji Azerbejdżanu na Armenię wybuchły starcia zbrojne armeńsko-azerskie na pograniczu obu krajów[61][62][63]. 14 września nastąpiło zawieszenie broni[64]. W wyniku walk zginęło czterech ormiańskich cywilów i blisko 300 żołnierzy po obu stronach, a około 600 zostało rannych[65][66]. Konflikt przyczynił się do powstania protestów antyrządowych, a następnie antyrosyjskich w Armenii i Górskim Karabachu, które trwały od 14 do 21 września[67][68].
- Inwazja Rosji na Ukrainę:

- Siły ukraińskie odzyskiwały okupowane przez Rosję terytoria w obwodzie charkowskim, twierdząc, że w ciągu ostatnich 24h przejęły 20 kolejnych miejscowości, w tym Dworicznę, a także schwytali wielu rosyjskich jeńców wojennych. Ukraiński Sztab Generalny poinformował, że wojska rosyjskie opuściły miasto Swatowe w obwodzie ługańskim w miarę postępów sił ukraińskich.
- Ponad 30 deputowanych rosyjskich miast podpisało petycję wzywającą do dymisji prezydenta Rosji Władimira Putina w obliczu znacznych postępów Ukrainy podczas wojny.

- W centrum Belize archeolodzy z Belize Archaeological Institute i UIUC odkryli 1500-letnią starożytną osadę Majów, datowaną na okres od 250 do 600 roku n.e.[72]
- Kosmiczny Teleskop Jamesa Webba zrobił pierwsze zdjęcia Mgławicy Oriona, znajdującej się w gwiazdozbiorze Oriona[73].

## 11 września
- Inwazja Rosji na Ukrainę:

- Siły rosyjskie wycofały się z większości obwodu charkowskiego po upadku rosyjskiej okupacji tegoż obwodu. Żołnierze ukraińscy odbiły Czkałowśke i Wełykyj Burłuk. Gubernator obwodu biełgorodzkiego Wiaczesław Gładkow powiedział, że „tysiące” cywilów uciekało przez granicę do regionu.
- Rosja przeprowadziła ataki rakietowe pociskami manewrującymi Kalibr na obiekty infrastruktury krytycznej, w tym Charkowską Elektrociepłownię-5, powodując całkowite zaciemnienie i wyłączenie wody w północno-wschodniej Ukrainie oraz w obwodach charkowskim i donieckim. Ukraińscy urzędnicy potwierdzili, że co najmniej 40 podstacji elektrycznych zostało zniszczonych podczas uderzeń rakietowych.

- Co najmniej osiem osób zginęło, a 24 zostały ranne w wyniku trzęsienia ziemi o sile 7,6, które nawiedziło prowincję Morobe w Papui-Nowej Gwinei. Drugi wstrząs o magnitudzie 5 pojawiło się 1h później 70 km na północ. Pierwszy raz ziemia zatrzęsła się na głębokości 90 km, a drugi 101 km pod ziemią[78][79].
- W Szwecji odbyły się wybory parlamentarne. Najwięcej głosów zdobyła Szwedzka Socjaldemokratyczna Partia Robotnicza (30,4%), na dalszych miejscach uplasowały się: Szwedzcy Demokraci (20,6%), Umiarkowana Partia Koalicyjna (19,1%), Chrześcijańscy Demokraci (5,3%) i Liberałowie (4,6%). Jednak rządzący blok socjaldemokratyczny utracił większość (173 mandaty) na rzecz bloku partii prawicowych (176 mandatów). Urzędująca premier Magdalena Andersson podała się do dymisji[80].
- Belg Remco Evenepoel (Quick-Step Alpha Vinyl Team) zwyciężył w kolarskim wyścigu wieloetapowym Vuelta a España[81].
- W grze pojedynczej mężczyzn podczas US Open Hiszpan Carlos Alcaraz pokonał w finale Norwega Caspera Ruuda 6:4, 2:6, 7:6(1), 6:3. Dzięki triumfowi w zawodach awansował na pozycję lidera rankingu singlowego ATP, stając się najmłodszą osobą, która tego dokonała[82].
- Zakończyły się Mistrzostwa Świata w Piłce Siatkowej Mężczyzn 2022 rozgrywane w Polsce i Słowenii. Mistrzem świata została reprezentacja Włoch, która pokonała w finale Polskę 3:1. Brązowy medal zdobyła reprezentacja Brazylii, wygrywając ze Słowenią 3:0[83].

## 10 września
- W grze pojedynczej kobiet podczas US Open Polka Iga Świątek pokonała w finale Tunezyjkę Uns Dżabir 6:2, 7:6(5)[84].

## 8 września
- Zmarła Elżbieta II, królowa Wielkiej Brytanii od 1952 roku[85].

## 6 września
- Premierem Wielkiej Brytanii została Liz Truss, od 5 września 2022 przewodnicząca Partii Konserwatywnej, uprzednio pełniąca funkcje ministerialne w rządach Borisa Johnsona[86].

## 5 września
- Ze stanowiska prezesa Telewizji Polskiej został odwołany Jacek Kurski, a nowym prezesem został mianowany Mateusz Matyszkowicz[87].

## 4 września
- W nocy Afganistan nawiedziło trzęsienie ziemi o magnitudzie 5,3, w wyniku którego zginęło co najmniej osiem osób. Do trzęsienia doszło w prowincji Kunar w północno-wschodniej części kraju, przy granicy z Pakistanem[88].
- 10 osób zginęło, a 15 zostało rannych w masowych strzelaninach w James Smith Cree Nation i pobliskiej wiosce Weldon w Saskatchewan w Kanadzie. Dwaj podejrzani pozostawali na wolności[89].
- Inwazja Rosji na Ukrainę:

- Ukraińskie siły odbiły miasto Wysokopilla w obwodzie chersońskim, które od marca znajdowało się pod rosyjską okupacją.

## 3 września
- 20 osób zginęło w masowej strzelaninie bojowników z Asz-Szabab przeciwko pojazdom przewożącym zapasy żywności z Beledweyne do Mahas w regionie Hiran[91].
- 27 starożytnych artefaktów znajdujących się w Metropolitan Museum of Art w Nowym Jorku w Stanach Zjednoczonych zostało skonfiskowanych przez federalnych śledczych z podejrzeniem, że zostały zrabowane. Artefakty zostaną przetransportowane do Włoch i Egiptu w przyszłym tygodniu[92].
- NASA po raz drugi wstrzymała inauguracyjny start rakiety Artemis 1 po tym, jak wyciek paliwa spowodował opóźnienie o ponad dwie godziny[93].

## 2 września
- 18 osób zginęło, a 23 zostały ranne w zamachu samobójczym w sunnickim meczecie w Heracie w Afganistanie. Wśród zabitych był pro-talibski imam meczetu[94].
- Grupa państw G7 ogłosiła plany wprowadzenia limitu cenowego na rosyjską ropę. Rosja obiecała wstrzymać sprzedaż ropy do krajów, które ją narzucają[95].